# Montañas Rila

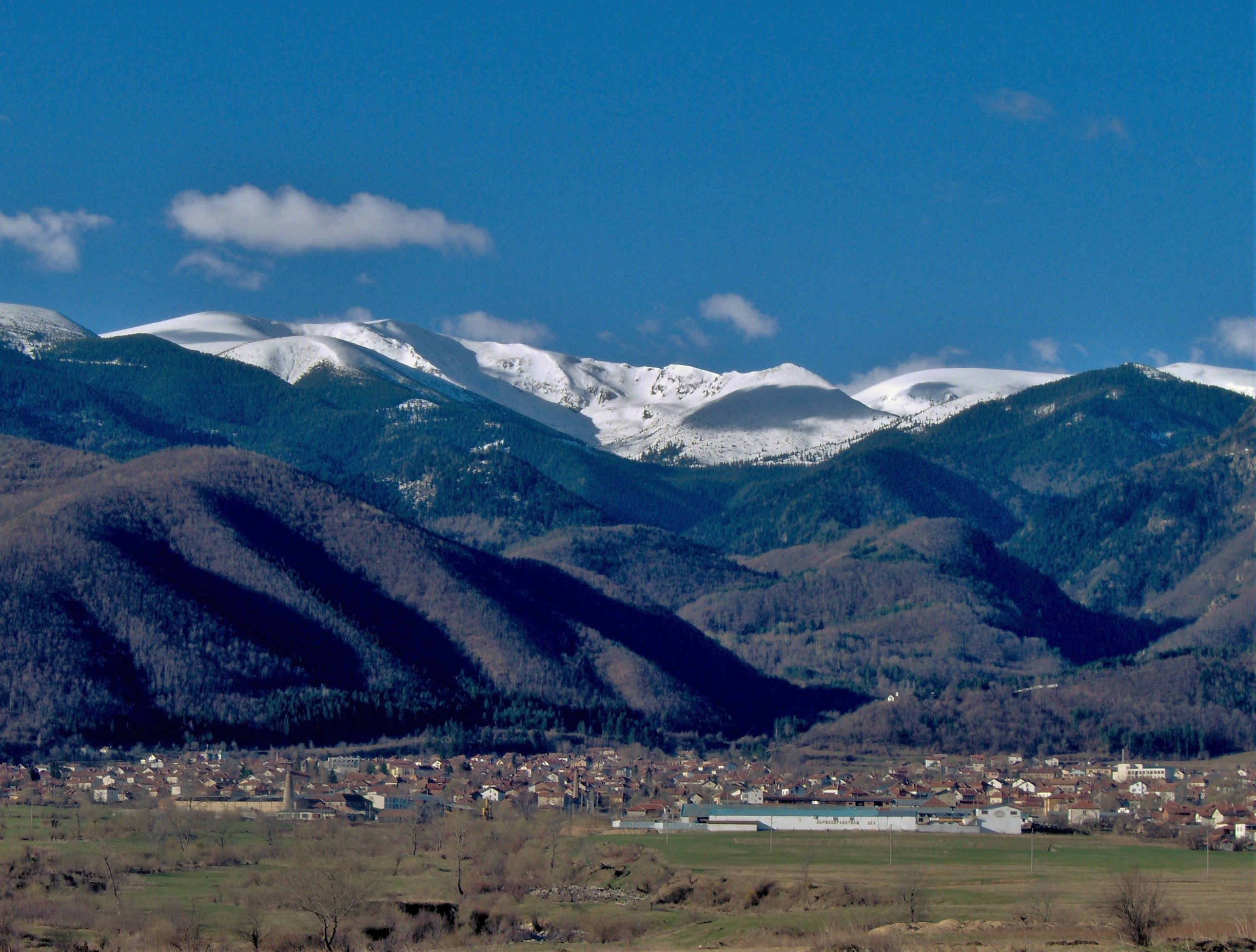
Rila vista desde Kostenets.

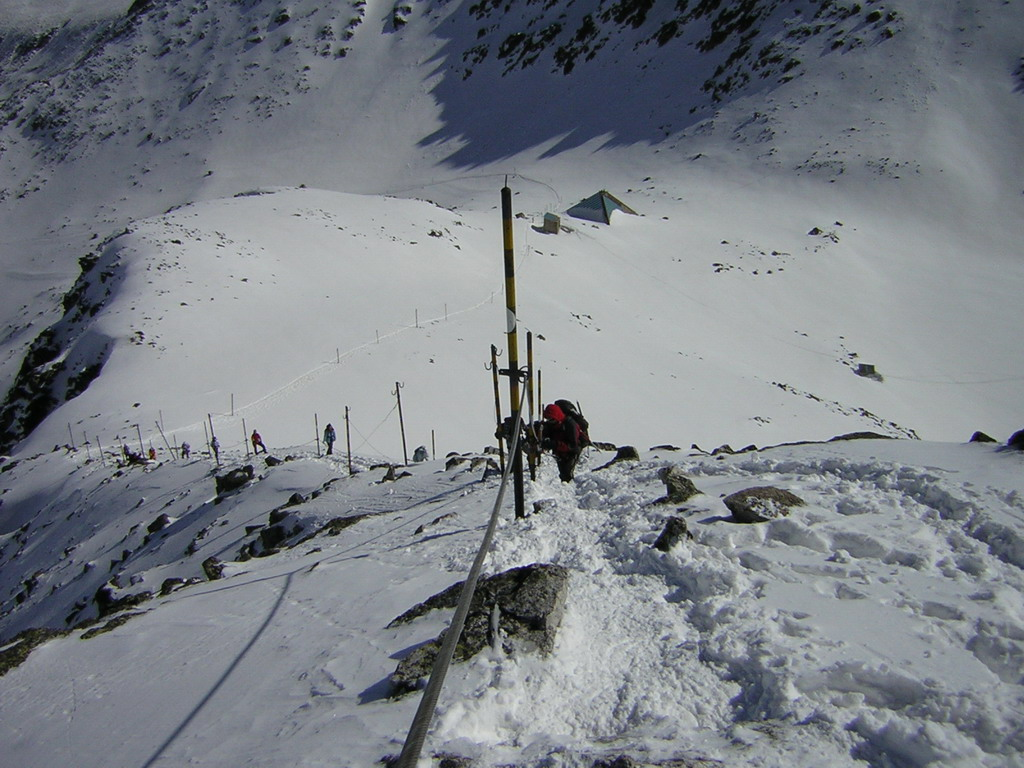
Escaladores cerca de Musala en Rila.

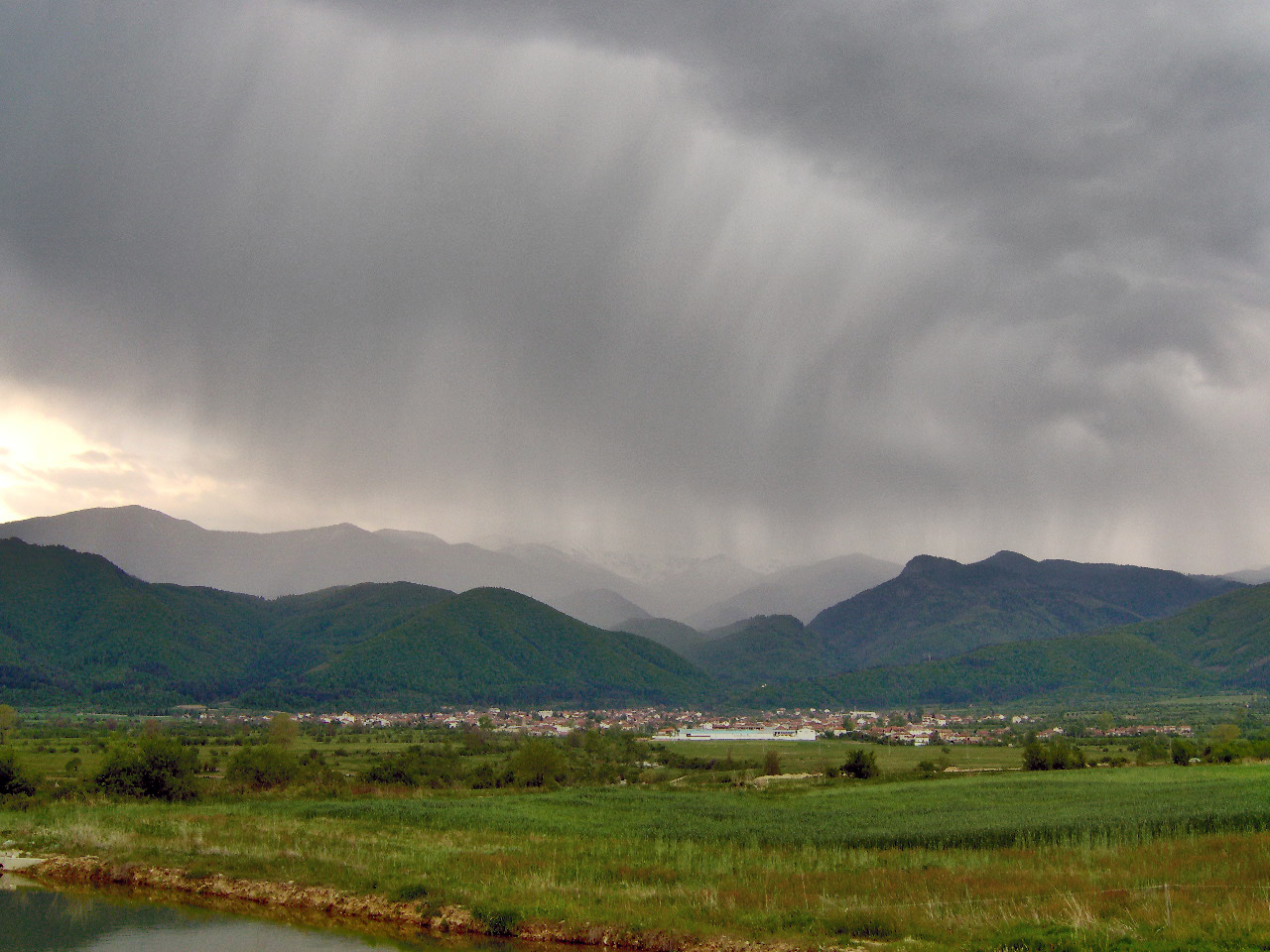
La media de precipitación en Rila es varias veces la media de Bulgaria.

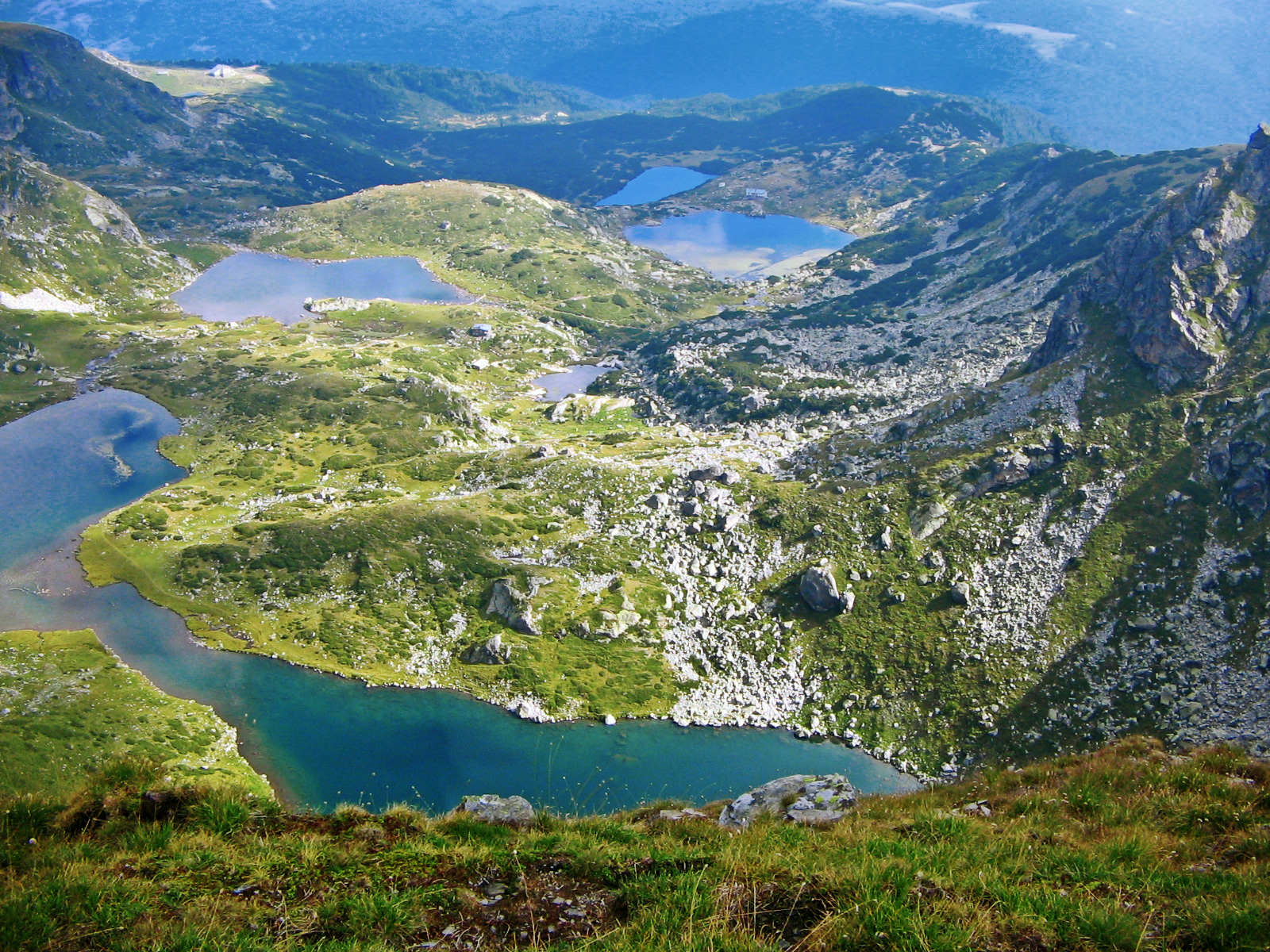
Los Siete Lagos de Rila.

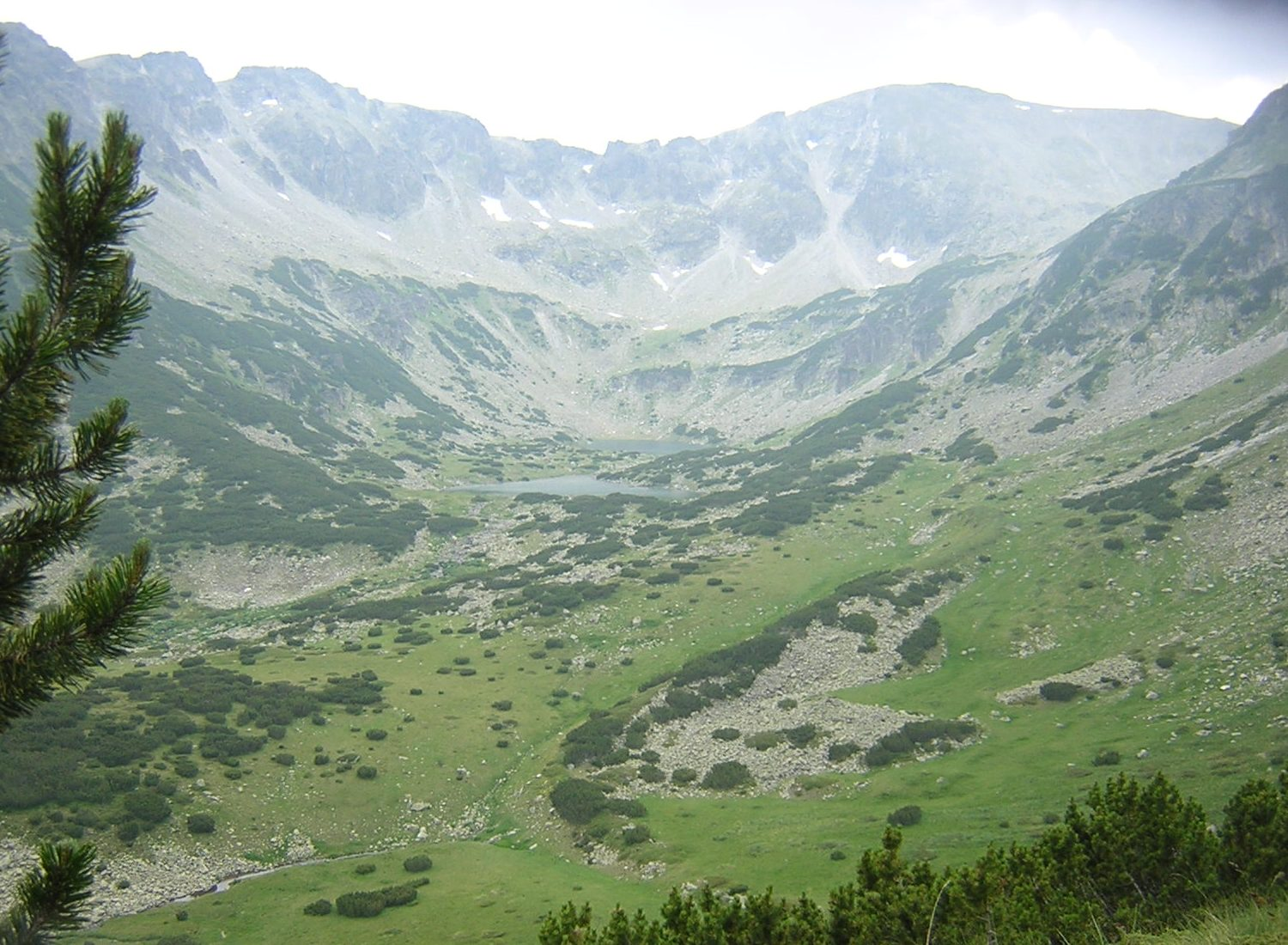
El nacimiento del Maritsa debajo de Marishki vrah.

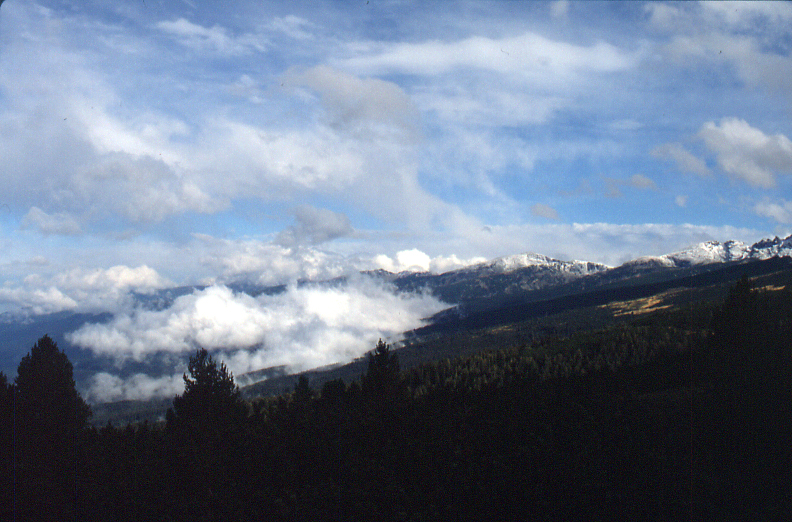
Paisaje de Rila cubierto desde los Siete Lagos.

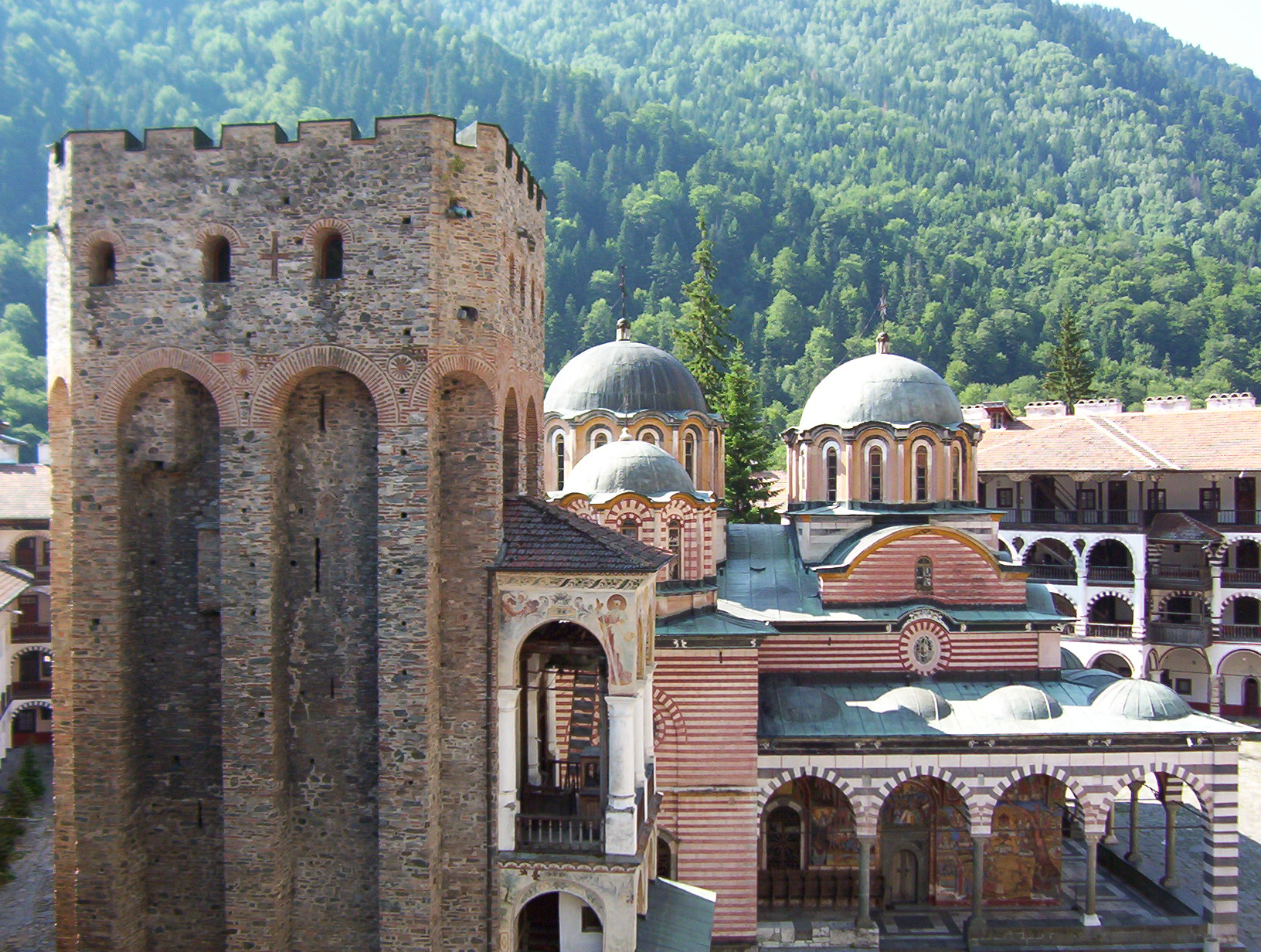
El monasterio de Rila.

Rila (en búlgaro: Рила, ['rila]) es una montaña en el sudoeste de Bulgaria, la más alta del país y de los Balcanes. El macizo es además el sexto más alto de Europa (cada uno representado únicamente por el pico más alto), detrás del Cáucaso, los Alpes, Sierra Nevada, los Pirineos y el Monte Etna. Forma parte del segmento más alto del sistema montañoso del macizo de Rila-Ródope, junto con la montaña Pirin. Rila es la cuarta montaña en Europa continental en cuanto a aislamiento topográfico.
El nombre de  Rila , se alega que, es de origen tracio y significa "montaña bien regada", a causa de la abundancia en Rila de lagos glaciares (unos 200) y calurosas primaveras. Algunos de los más largos y rápidos ríos de los Balcanes nacen en Rila, incluyendo los ríos Maritsa, Iskar y Mesta.
El pico más alto es el Musala de 2925 msnm;  es el pico más alto de los Balcanes. Emplazado a dos horas de la capital de Bulgaria, Sofía. Es la principal zona de esquí cercana a Sofía y hay varios albergues de montañas en sus laderas.
Posee más de 2.000 especies de plantas y una gran riqueza faunística.

## Geología
Rila es una montaña de cumbre redondeada, un macizo tectónico parte de la tierra más antigua de los Balcanes, el Macizo Macedonio-Tracio. Está compuesta por granito y rocas de gneis durante el Paleozoico (hace 250.000.000 años). El relieve alpino de Rila se formó más tarde, hace de 10 a 12.000 años, tras la Glaciación de Würm o Wisconsin, cuando la cota de nieve estaba a 2100 m s. n. m., encima de esta línea los glaciares cambiaron radicalmente el relieve existente, creando profundos circos, pirámides abruptas, picos redondeados, picos rocosos, muchos valles, morrenas y otras típicas formaciones glaciares.

## Límites y clima
La cordillera de Rila abarca 2400 km². La cima del macizo se alza sobre los valles montañosos circundantes. El collado de Borovets (1305 m) conecta la cresta principal de Musala con las de Shipochan y Shumnatica, que conectan a su vez con los Ante-Balcanes a través del paso de la Puerta de Trajano. El collado de Yundola (1375 m) y el de Avraam (1295 m) enlazan Rila con los Ródope al este, mientras que la unión con Pirin es el collado de Predel (1140 m). El collado de Klisura (1025 m) une esta cordillera con las montañas Verila, situadas al norte.
El clima es típicamente alpino, con 2000 mm de precipitación anual en Musala, 80 % de la cual es nieve. La media de temperatura más baja medida en Musala se registró en febrero: -11,6 °C; la mínima absoluta fue de -31,2 °C. La media de temperatura en agosto es de 5,4 °C, mientras que la máxima es de 18,7 °C.

## Subdivisión
Rila se subdivide en numerosas partes dependiendo de su posición geográfica.
- Rila Este o la Cresta Musala es la parte más alta y vasta. El pico más alto, tiene 12 de los 18 picos por encima de 2.700 m localizados allí — Musala, Yastrebets, Irechek, Deno, Mancho, etc. Los lagos Musala se extienden en esta parte de Rila, como el Ledeno ezero ('Lago Helado'), el lago más alto de los Balcanes a 2709 m. Otros lagos en Rila Este son los lagos Maritsa y los lagos Ropalitsa. El renombrado resort de la montaña Borovets está también localizado en esta parte de la montaña.
- Rila Central o la Cresta Skakavets es la parte más pequeña (1/10 del área total), con los más famosos de los lagos galciares — los Lagos del Pescado, los Lagos Dzhendem, Lago Iozola y los Lagos del Monasterio Lakes. El más grande lago glaciar de los Balcanes, Smradlivo ezero ("Lago Apestoso") con un área de 21,2 km², está localizado en Rila Central, como los picos Cherna polyana (2.716 m.), Golyam Skakavets (2.706 m.) y Malak Skakavets, Rilets (2713 m.), Kanarata. La cresta del  Skakavtsi (los picos de Golyam Skakavets y Malak Skakavets, Pchelina y Sveti Duh) asciende aislada entre los ríos Levi y Beli Iskar. A otra bien conocida cresta en esta área es la de Marinkovitsa y Vodniya chal, extendiéndose hasta la reserva forestal de Kobilino branishte.
- Rila Noroeste ocupa el 25% del área total de Rila. Los picos más altos son el Golyam Kupen de 2731 m. y el Malyovitsa de 2729 m. Los Siete Lagos Rila son un hito importante en esta parte, con muchos lagos glaciares y picos remotos.
- Rila Suroeste o la Cresta Kapatnik ocupa el 30% de Rila y es la más antigua reserva de Bulgaria. Aparte de esta pequeña parte septentrional, Rila Suroeste no tiene la misma apariencia alpina que las otras partes. El pico más altos es Angelov vrah de 2643 m.

## Picos de Rila
- Musala — 2925 m
- Malka Musala — 2902 m
- Irechek - 2852 m
- Deno - 2790 m
- Ovcharets — 2768 m
- Golyam Kupen — 2731 m
- Malyovitsa — 2729 m
- Popova kapa — 2704 m
- Malka Malyovitsa — 2698 m
- Lopushki vrah — 2698 m
- Lovnitsa — 2695 m
- Kanarata — 2691 m
- Orlovets — 2685 m
- Pastri slap (Aladzha slap) – 2684 m
- Zliya zab — 2678 m
- Kalin - 2667 m
- Eleni vrah — 2654 m
- Ravni vrah (Ravni chal) — 2637 m
- Belmeken (Kolarov) — 2627 m
- Kamilata — 2621 m
- Golyam Mechi vrah — 2618 m
- Dvuglav — 2605 m
- Golyam Mermer (Mramorets) — 2598 m
- Dodov (Drushlevishki) vrah — 2597 m
- Kozi vrah — 2587 m
- Iglata — 2575 m
- Golyam Mechit — 2568 m
- Ushite — 2560 m
- Ptichi vrah (Ashiklar) — 2536 m
- Malak Mechit — 2535 m
- Yanchov vrah — 2481 m
- Malak Mechi vrah — 2474 m
- Strazhnik (Kurdzhilak) — 2469 m
- Budachki kamak — 2447 m
- Kukov vrah — 2411 m
- Tsarev vrah — 2376 m
- Damga (Ivan Vazov) — 2342 m
- Markov kamak (Gorna Kadiitsa) — 2342 m
- Malka Popova kapa — 2180 m
- Treshtenik — 2020 m
- Angelov vrah
- Malak Lopushki vrah
- Malak Mermer

## Lugares de interés
Culturalmente, Rila es famosa por el Monasterio de Rila, el más grande y más importante monasterio de Bulgaria, fundado en el siglo X por San Juan de Rila.